# Philipp Hadenfeldt
Philipp Hadenfeldt (* 5. September 1999) ist ein deutscher Basketballspieler. Er steht im Aufgebot der Skyliners Frankfurt II.

## Laufbahn
Hadenfeldt stammt aus Bovenden und spielte Basketball in der Nachwuchsabteilung des Bovender Sportverein. Ab 2012 gehörte er zudem zu den Aufgeboten der Göttinger Mannschaften in der Jugend-Basketball-Bundesliga sowie später auch in der Nachwuchs-Basketball-Bundesliga. Zusätzlich sammelte er in der Regionalliga erste Spielerfahrung im Herrenbereich und zählte 2015/16 zum Bundesliga-Kader der BG Göttingen.
Im Sommer 2017 wechselte Hadenfeldt innerhalb der Bundesliga von Göttingen nach Würzburg, wo er mit einer „Doppellizenz“ für Einsätze mit s.Oliver Würzburg sowie die TG Würzburg (2. Bundesliga ProB) ausgestattet wurde. Für Würzburg bestritt er in der Bundesliga vier Partien. 2020 ging Hadenfeldt zur zweiten Mannschaft der Skyliners Frankfurt in die 2. Bundesliga ProB. Er kam auch in Frankfurts Bundesliga-Mannschaft zu Kurzeinsätzen.

### Nationalmannschaft
Hadenfeldt bestritt mit der deutschen U16-Nationalmannschaft die Europameisterschaft 2015, im Folgejahr fuhr er mit der U18-Auswahl zur EM in die Türkei und erreichte mit der deutschen Mannschaft dort den vierten Platz. Im Sommer 2017 lief er für Deutschland bei der U19-Weltmeisterschaft in Kairo sowie bei der U18-EM in der Slowakei auf.